# Merton (borough)
Merton (London Borough of Merton) is een Engels district of borough in de regio Groot-Londen, gelegen in het zuidwesten van de metropool. De borough telt 206.000 inwoners. De oppervlakte bedraagt 38 km².
Van de bevolking is 12,9% ouder dan 65 jaar. De werkloosheid bedraagt 3,3% van de beroepsbevolking (cijfers volkstelling 2001).

## Wijken in Merton
- Colliers Wood
- Merton Park
- Mitcham
- South Wimbledon
- Wimbledon

## Geboren
- Ford Madox Ford (1873-1939), schrijver
- Michael McIntyre (1976), stand-upkomiek
- Leon Britton (1982), voetballer